# Protologia
A protologia (Do grego prótos "primeiro") é o ramo da teologia que estuda as origens do universo e da vida, segundo o ponto de vista fé, elaborando, assim, a teologia da criação.